# 羅斯萊克鎮區 (密歇根州)
羅斯萊克鎮區（英語：Rose Lake Township）是位於美國密歇根州奧西歐拉縣的一個行政鎮區。

## 地方資料
羅斯萊克鎮區的面積為90.30平方千米，當中陸地面積為87.00平方千米，而水域面積為3.30平方千米。根據2020年美國人口普查的數據，當地共有人口1406人，而人口密度為每平方千米15.57人。